# Theresienstadt
Theresienstadt eller Terezín er navnet på en garnisonsby og et fort i Tjekkiet, som under 2. verdenskrig blev anvendt som en tysk koncentrationslejr.
Theresienstadt ligger 62 km nord for Prag ved floderne Elben og Eger.

## Tidlig historie
Theresienstadts historie går tilbage til 1780, hvor det østrigske kejserrige byggede et fort der bestod af en garnisonsby på hver side af floden Eger. Det fik navn efter den østrigske kejserinde Maria Theresia. Fortet kom dog aldrig til at spille nogen rolle i krig, men kom næsten lige fra starten til at fungere som fængsel. Mange af fangerne og soldaterne fra fortet kæmpede sammen i de befrielseskampe, der foregik i Central- og Sydøsteuropa på den tid. Under 1. verdenskrig fungerede det som krigsfangelejr og husede bl.a. Gavrilo Princip, som med mordet på den østrig-ungarske tronfølger Franz Ferdinand og dennes hustru var indirekte skyld i starten på 1. verdenskrig. Princip døde den 28. april 1918 af tuberkulose i celle nr. 1.

## 2. verdenskrig
Den 10. juni 1940 overtog Gestapo Theresienstadt og gjorde fortet til et fængsel. Den 14. juni ankom de første fanger. I selve fortet, (der ikke må forveksles med garnisonsbyen), passerede der krigen igennem næsten 32.000 fanger, deraf 5.000 kvinder. De fleste var tjekker, men der var også fanger fra Sovjetunionen, Polen og Jugoslavien. I november 1941 blev garnisonsbyen lavet om til en indhegnet ghetto for jøder. Dens funktion var at få omverdenen til at tro, at jøderne levede et idyllisk liv i ghettoen, mens det i virkeligheden var en koncentrationslejr. Hvor der tidligere havde boet 7.000, boede der nu 50.000, og i løbet af 1942 døde 16.000 mennesker, deriblandt Sigmund Freuds søster Esther Adolphine, der døde den 29. september 1942.

### De danske jøder
I 1943 blev ca 500 danske jøder og nogle udenlandske jøder, der var flygtet til Danmark, og som ikke var pågrebet under tyskernes jødeforfølgelser i deres eget hjemland sendt til Theresienstadt: 281 den 2. oktober og 190 den 13. oktober og 23. oktober. samt nogle få andre på et senere tidspunkt. Efter at de danske jøder var blevet sendt til Theresienstadt, lykkedes det den danske centraladministration at få overtalt tyskerne til at lade Røde Kors komme og besøge lejren den 23. juni 1944 for derved at kunne sikre, at fangerne blev behandlet ordentligt. Tyskerne forstod dog at bruge dette som propaganda til egen fordel. Først sendte de en stor del af fangerne til udryddelse i Auschwitz, så lejren ikke virkede overfyldt. Derefter lod de bygge nogle nye og særdeles gode barakker, som dog kun blev brugt i de perioder, hvor Røde Kors var på besøg. Til sidst valgte de at lave en propagandafilm, der skulle vise, hvor godt jøderne havde det i Det Tredje Rige. Produktionen blev påbegyndt den 26. februar 1944. Efter optagelserne blev de fleste af skuespillerne og instruktøren deporteret til Auschwitz. Instruktøren, Kurt Gerron, og hans kone blev dræbt i gaskammeret den 28. oktober 1944. Filmen blev aldrig vist i sin helhed, men blev klippet ind i diverse propagandafilm. Den danske kong Christian X sikrede frigivelsen af 413 overlevende danske jøder, der i et samarbejde mellem Røde Kors og de hvide busser blev afhentet den 15. april 1945.

### Statistik
153.107 jøder blev sendt til Theresienstadt, ghettoen og fæstningen, krigen igennem, heraf 13.453, der blev evakueret fra andre lejre efter den 20. april 1945.
Af dem døde 34.396 i lejren, heraf 966 af dem der ankom efter den 20. april 1945.
33.430 af de oprindelige fanger døde. Dødsårsagen var hovedsagelig sult, stress, sygdom og en tyfusepidemi mod krigens slutning. Andre blev henrettet; i selve fæstningen blev der henrettet mellem 250 og 300 fanger, og 52 modstandsfolk blev skudt den 2. maj 1945.
Galgen var i brug én gang, da 3 fanger blev hængt samme dag.(dato ukendt).
88.194, heraf 1.260 børn fra Białystok i det østlige Polen, blev deporteret til Auschwitz eller andre udryddelseslejre.
Ved krigens slutning den 8. maj 1945 var der i alt 29.320 overlevende i lejren. 16.832 overlevende var oprindelige fanger, samt 12.488 af de der først ankom efter den 20 april.
Af de 16.832 oprindelige overlevende var de 8.565 ankommet efter den 28. oktober 1944.
207 børn blev født i lejren til trods for, at mænd og kvinder boede adskilt.

## Efter 2. verdenskrig
Fra den 10. maj 1945 til den 29. februar 1948 blev den lille fæstning, der i dag fungerer som museum, brugt som interneringslejr for tyskere, der blev flyttet fra Tjekkoslovakiet. Den første kommandant Stanislav Franc tolererede mishandling af fangerne. Han blev afløst i juli 1945 af Otakar Kalal, da lejren kom under kontrol af det tjekkiske ministerium for indre anliggender. En af de tyske fanger var den tidligere chef for Terezín Heinrich Jöckel. I september 1945 blev en national kirkegård grundlagt her. Den blev gradvist udvidet frem til 1958. De jordiske rester af ca. 10.000 ofre, der døde i Gestapos politifængsel i Den lille Fæstning, ghettoen i Theresienstadt by og koncentrationslejren Litomèrice, ligger begravet her. 2.386 af dem ligger i individuelle grave. I midten af af april 2008 blev 327 bronzeplader, der markerer gravene, stjålet fra kirkegården. Yderligere 700 blev stjålet ugen efter. Nogle er fundet.

## I dag
I dag fungerer koncentrationslejren i fæstningen som et museum. Indtil 1996 fungerede byen atter som garnisonsby. I dag bor der knap 3.000 mennesker i byen, som er kendt for sin møbel- og tekstilproduktion. I 2002 blev store dele af byen ødelagt af omfattende oversvømmelser.

### Theresienstadt beskrevet i romanform
- Ralph Oppenhejm: Det skulde saa være, roman baseret på Ralph Oppenhejms dagbogsoptegnelser under sit fangenskab i lejren, 1943-1945, Hirschsprung, 1945
- Morten Brask: Havet i Theresienstadt, roman, Politikens forlag, 2007
- Alyson Richman, De elskende fra Prag